# 利休七哲
利休七哲（りきゅうしちてつ）とは、千利休の高弟とされる七人の武将のこと。

## 解説
呼称としては「利休七人衆」というのが古い。「七人衆」として、前田利長（加賀の肥前）、蒲生氏郷、細川忠興（三斎）、古田織部、牧村兵部、高山南坊（右近）、芝山監物の七人をあげているのが初見で、これは千宗旦（利休の孫）が話したもの。ついで宗旦の子、江岑宗左（逢源斎、表千家四世）が寛文3年（1663年）夏に執筆した『江岑夏書』(こうしんげがき)に、「利休弟子衆七人衆」としてこの七人のうち前田利長を外し、瀬田掃部に入替えられている。
その後、様々な茶書などで構成が微妙に変わり、寛政期（1789 - 1801）に版行された『古今茶人系譜』以後になると、織田有楽（長益）、荒木道薫（村重）あるいは千道安（利休の長男）などがあげられるようになり、変動する。また、有馬豊氏や金森長近を加えるなど諸説あるが、いずれも後世呼称されたもので、当時からそのように呼ばれていたわけではない。一貫して変わらないのは蒲生氏郷と細川忠興（三斎）の二人だけである。
この七人のうち、後継者となったのは大封を持たない古田織部であった。
利休七哲
- 前田利長（肥前）→抹消
- 蒲生氏郷（飛騨）
- 細川忠興（越中/三斎）
- 古田重然（織部）
- 牧村利貞（兵部）
- 高山長房（右近/南坊）
- 芝山宗綱（監物）
- 瀬田正忠（掃部）←追加

## 利休門三人衆
利休七哲に加えて「利休門三人衆」というものがあり、これは利休門下の武将のなかで特に優れていたといわれる蒲生氏郷、芝山宗綱（監物）、細川忠興の三人の武将のこと。利休七哲と同じく、後世に呼称されたものである。